# Stawiska (Katowice)
Stawiska – część Katowic, położona w rejonie ulic Stawiska oraz Krakowskiej, na odcinku od wiaduktu nad linią kolejową nr 171 na zachodzie do granicy miasta z Mysłowicami na wschodzie, na terenach dwóch dzielnic rozdzielonych ulicą Krakowską: Szopienice-Burowiec (północna część) i Janów-Nikiszowiec (południowa część), nad Boliną. 

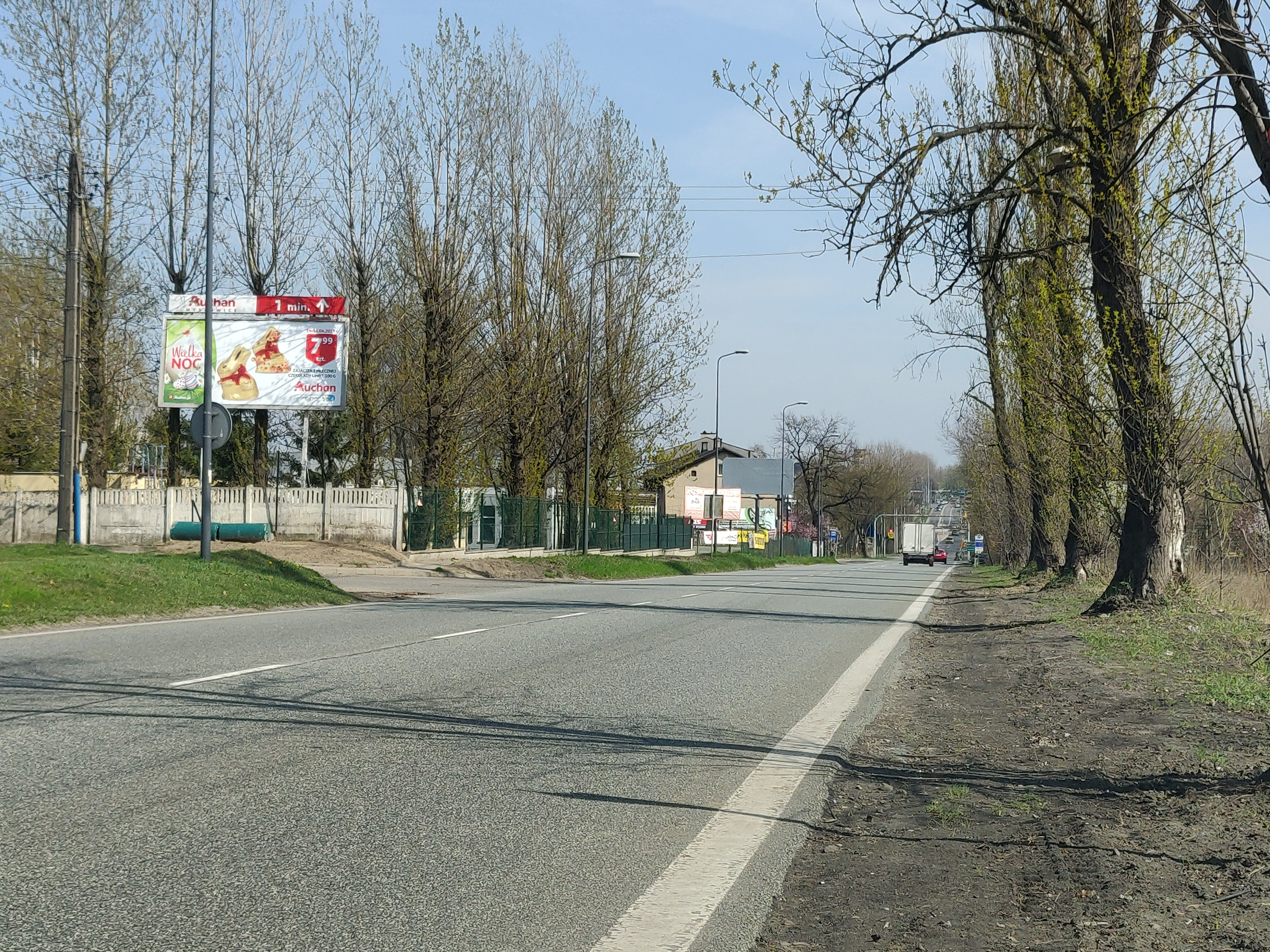
Ulica Krakowska w Stawiskach (widok w kierunku Mysłowic)

Początki Stawisk sięgają początku XIX wieku. Powstały one wówczas jako kolonia Janowa po prawej stronie drogi w kierunku Mysłowic (obecna ul. Krakowska). Na początku XX wieku kupcy katowiccy postawili w Stawiskach osiem jedno- i dwupiętrowych domów wielorodzinnych w związku z powstaniem w Szopienicach huty „Uthemann” (późniejsza Huta Metali Nieżelaznych „Szopiencie”). Część tej zabudowy przetrwała do dziś – są to budynki przy ulicy Krakowskiej 207, 208, 208a, 209 i 210. W jednym z tych domów mieszkał Paweł Antonik – robotnik wydziału maszynowego obecnego szybu „Carmer” kopalni węgla kamiennego „Giesche” (późniejsza kopalnia „Wieczorek”), który został zwolniony z pracy za organizację strajku solidarnościowego z pracownikami pobliskiej huty „Wilhelmina”, protestującymi od 8 czerwca 1910 roku. W Stawiskach powstały również baraki, gdzie odbywały się zebrania grup „Sokoła” z Szopienic. 
W 1926 roku Stawiska zostały włączone do gminy Szopienice-Roździeń, a 31 grudnia 1959 roku do Katowic. W latach 70. i 80. XX wieku powstała znaczna część zabudowy przemysłowo-usługowej przy ulicy Krakowskiej, natomiast w 2010 roku został wybudowany dom przy ulicy Krakowskiej 210a.
Obecnie Stawiska pełnią głównie funkcje usługowe. Według stanu z października 2020 roku, zlokalizowane są tu następujące przedsiębiorstwa: sklep budowlany, sklepy z częściami i akcesoriami samochodowymi i motocyklowymi, hurtownia wyposażenia optycznego i okulistycznego, przedsiębiorstwo obsługujące infrastrukturę gazowniczą czy sklep z urządzeniami GPS.
Przy ulicy Krakowskiej zlokalizowany jest przystanek autobusowy ZTM Kolonia Stawiska. W październiku 2020 roku odjeżdżało z niego 6 linii autobusowych, w tym jedna nocna. Linie te mają charakter międzymiastowy i łączą Stawiska z sąsiednimi częściami Katowic (głównie z Zawodziem, Wilhelminą i Śródmieściem) oraz pobliskimi gminami, w tym z Bieruniem, Chełmem Śląskim, Dąbrową Górniczą, Imielinem, Lędzinami, Mysłowicami i Sosnowcem. Wierni rzymskokatoliccy mieszkający w Stawiskach przynależą do parafii św. Jadwigi Śląskiej.